# Eedhelper
Een eedhelper was in het oude Germaanse recht een persoon die door een aanklager of aangeklaagde werd benoemd om diens geloofwaardigheid te ondersteunen.
De eedhelpers, meestal familieleden, bezworen dat zij de verklaringen van de partij die zij ondersteunden voor waar hielden. Bleef ondanks eedhelpers de twijfel in stand of waren er geen eedhelpers te vinden, dan kon worden overgegaan tot een tweegevecht of godsoordeel.
Door de receptie van het Romeinse recht werden de eedhelpers uit het proces verdrongen. Hiervoor in de plaats verkreeg de verklaring van de getuige geldigheid als bewijsmiddel.